# Смірнов Валерій Веніамінович
Смірнов Валерій Веніамінович (нар.7 квітня 1937 Таганрог — пом.27 грудня 2002) — український учений-мікробіолог та вірусолог, доктор медичних наук, заслужений діяч науки України, двічі лауреат Державної премії в галузі науки й техніки, академік Національної академії наук України (з 28.03.1985), директор Інституту мікробіології і вірусології ім. Д. К. Заболотного НАН України, президент Товариства мікробіологів України, голова експертної комісії з протимікробних, противірусних та протипаразитарних лікарських засобів Державного фармакологічного Центру МОЗ України, голова Республіканської ради з проблеми «Біотехнологія». Головний редактор «Мікробіологічного журналу».

## Життєпис
Валерій Смірнов народився 7 квітня 1937 року в м. Таганрог Ростовської області РСФСР. У 1961 році Валерій Смірнов закінчив Дніпропетровський медичний інститут. З 1962 по 1974 роки працював заступником директора заводу бактерійних препаратів НДІ епідеміології та мікробіології МОЗ України (м. Дніпропетровськ). З 1974 по 1977 роки — на посаді директора НДІ мікробіології та епідеміології МОЗ України (м. Львів).
У 1977 року — директор Інституту мікробіології і вірусології ім. Д. К. Заболотного НАН України. Одночасно з 1992 по 2001 рік завідував кафедрою мікробіології і загальної імунології біологічного факультету Національного університету ім. Т. Г. Шевченка.

## Наукова діяльність

Інститут мікробіології і вірусології імені Д. К. Заболотного НАН України

Основна частина наукової діяльності Валерій Смірнова була пов'язана з фундаментальними дослідженнями пробіотиків та антимікробних речовин бактерій і вищих рослин, вивченням закономірностей їх утворення, різних сторін біологічної активності, механізму дії. Він розробив наукові основи конструювання, біотехнології та використання біопрепаратів з живих культур аеробних спороутворюючих бактерій, розшифрував механізми дії пробіотиків, в тому числі пов'язані з транслокацією мікроорганізмів із шлунково-кишкового тракту до крові та органів теплокровних. Під його керівництвом були ізольовані, досліджені і захищені патентами нові антибіотичні речовини, утворювані бактеріями та вищими рослинами, створено і випущено близько 10 антимікробних препаратів для медицини, ветеринарії і рослинництва, які широко використовуються, в тому числі і за кордоном. Велику увагу Валерій Смірнов приділяв створенню і розвитку Української Колекції Мікроорганізмів.
Академік Валерій Смірнов — автор понад 400 наукових праць, семи монографій та підручника для вищих навчальних закладів

## Премії та нагороди
- 1984 — Премія НАН України імені Д. К. Заболотного заза монографію «Спороутворюючі аеробні бактерії — продуценти біологічно активних речовин».
- 1987 — Державна премія України в галузі науки і техніки за розробку наукових основ використання бактерій як лікувально-профілактичних засобів та створення на цій основі препарату «Бактерин-SL».[2]
- 1995 — Державна премія України в галузі науки і техніки за цикл робіт «Теоретичне обґрунтування, конструювання, освоєння промислового виробництва і впровадження в клінічну практику принципово нового медичного пробіотика Біоспорину».[2]
- 1994 — Премія НАН України імені О. В. Палладіна за монографію «Жирнокислотні профілі бактерій, патогенних для людини і тварин».[3]
- 2000 — Премія президентів академій наук України, Білорусі та Молдови за роботу «Підготовка та публікування каталогів України та Белорусії колекції культур мікроорганізмів».
- 2002 — Премія НАН України імені І. І. Мечникова за наукову роботу «Генетичні та фізіологічні особливості ендофітних бактерій роду Bacillus і перспективи їх біотехнологічного використання для захисту рослин. Створення нового високоефективного екологічного препарату «Фітоспорин»[4].